# Tony Bombardieri
Tony Sabrina Bombardieri (Bergamo, 14 aprile 1978) è un'ex pattinatrice artistica su ghiaccio italiana.

## Biografia
Nata nel 1978 a Bergamo, è moglie di Luca Mantovani, danzatore su ghiaccio partecipante insieme ad Anna Croci alle Olimpiadi di Albertville 1992.
A 19 anni ha partecipato ai Giochi olimpici di Nagano 1998 nel singolo, arrivando 27ª.
In carriera ha preso parte, sempre nel singolo, a 2 edizioni dei Mondiali (Birmingham 1995, 21ª e Losanna 1997, 26ª) e 3 degli Europei (Dortmund 1995, 14ª, Parigi 1997, 22ª e Milano 1998, 15ª).
Ai campionati italiani è stata campionessa nel singolo femminile nel 1997 e 1998.
Ha chiuso la carriera nel 1998, a 20 anni.

## Risultati
GP: GP: Champions Series (Grand Prix)
| Internazionali            | Internazionali | Internazionali | Internazionali |
| Evento                    | 1994–95        | 1996–97        | 1997–98        |
| ------------------------- | -------------- | -------------- | -------------- |
| Giochi olimpici invernali |                |                | 27°            |
| Campionati mondiali       | 21°            | 26°            |                |
| Campionati europei        | 14°            | 22°            | 15°            |
| GP Cup of Russia          |                |                | 11°            |
| GP Skate America          |                |                | 10°            |
| GP Trophée Lalique        |                | 10°            |                |
| Nazionali                 |                |                |                |
| Campionati italiani       |                | 1°             | 1°             |